# Henri Lachambre

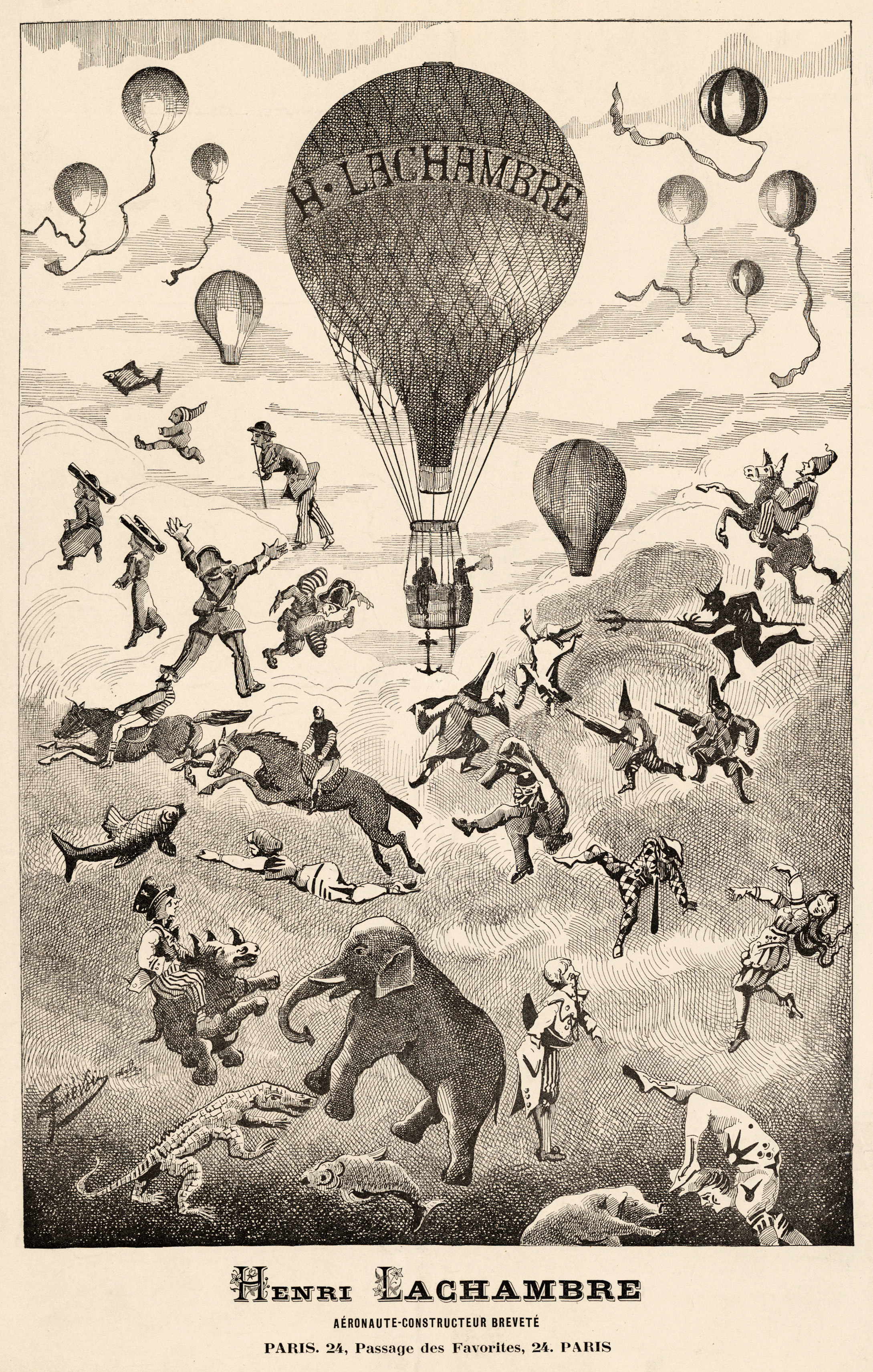
Propaganda da fábrica de Henri Lachambre.

Henri Lachambre (30 de dezembro de 1846 - 12 de janeiro de 1904) foi um fabricante francês de balões. A sua fábrica situava-se no subúrbio parisiense de Vaugirard. Participou, também, de diversos voos em balão.
Construiu balões para os brasileiros Júlio César Ribeiro de Souza, em 1881 e 1883, Alberto Santos Dumont, de 1898 a 1904, e o dirigível Pax de Augusto Severo de Albuquerque Maranhão, em 1902.
Lachambre forneceu balões ao US Signal Corps e à expedição ao ártico de Salomon August Andrée, em 1897. Trabalhou com Alberto Santos-Dumont que, em 1898, voou com o seu próprio balão.
Juntamente com o seu sobrinho, Alexis Machuron, escreveu um livro sobre a Expedição de S. A. Andrée ao Pólo Norte, em balão.

## Publicações
- Les Ballons captifs, leur emploi au point de vue stratégique, notice descriptive sur les appareils à gaz transportables, treuils sur chariot, etc., avec Abel Lachambre (1888)
- Les Ballons à la guerre, paru dans Bibliothèque des connaissances militaires, 3 (1888)
- Deux mois au Spitzberg : préparatifs de l'expédition aérostatique polaire suédoise, 1896-97, paru dans La Revue hebdomadaire, 8 mai 1897
- Andrée. Au pôle Nord en ballon, avec Alexis Machuron (1897)